# Marcel Achkar
Marcel Achkar (18 de enero de 1963) es un geógrafo, docente e investigador uruguayo.

## Biografía
Comenzó sus estudios en geografía en el año 1987 en la Facultad de Ciencias y egresó como Licenciado en Geografía, misma institución en la cual realizó su máster en Ciencias Ambientales. Obtuvo su doctorado en Escuela Nacional Superior Agronómica de Toulouse, titulada: "Evaluación de la distribución de la materia orgánica del
horizonte superficial del suelo mediante el uso de imágenes satelitales, aplicación de metodología SIG". 
Sus líneas de investigación se asocian al campo disciplinar de la Geografía Crítica, Agraria y Ambiental, constituyendo un referente en lo relacionada con la Gestión Integrada de Cuencas Hidrográficas y la Evaluación de la resiliencia biofísica a escala cuenca hidrográfica. Desde la década de los noventa se dedica a la investigación y la docencia dentro de la Facultad de Ciencias de la Universidad de la República, formando parte del Laboratorio de Desarrollo Sustentable y Gestión Ambiental del Territorio, perteneciente al Instituto de Ecología y Ciencias Ambientales. En 2017 asumió como Coordinador de la Universidad de la República en el interior, y desde el año 2024 es el director del Instituto de Ecología y Ciencias Ambientales. 
Forma parte de la Comisión Nacional en Defensa del Agua y de la Vida; y colabora con Redes Amigos de la Tierra Uruguay.

## Libros
- 2009, Energía y cambio climático
- 2010,	Áreas protegidas (varios)
- 2016, Uruguay una visión desde la geografía (varios)